# فرانسوا پاچت
فرانسوا پاچت (انگلیسی: François Pachet؛ زادهٔ ۱۰ ژانویهٔ ۱۹۶۴) دانشمند در زمینه هوش مصنوعی اهل فرانسه است.